# Światowy ranking snookerowy 2001/2002
Światowy ranking snookerowy 2001/2002 – lista zawiera 32 zawodników najwyżej sklasyfikowanych w sezonie 2001/2002. Pierwsza szesnastka rankingu ma zapewniony udział w 1 rundzie wszystkich turniejów rankingowych. W każdym z turniejów rankingowych z numerem pierwszym będzie rozstawiany obrońca danego tytułu, z numerem drugim Mistrz świata 2001, (Ronnie O’Sullivan), zaś kolejni zawodnicy według kolejności zajmowanej na poniższej liście.
| Poz. | Nazwisko          |                   | Punkty |
| ---- | ----------------- | ----------------- | ------ |
| 1    | Mark Williams     | Walia             | 53390  |
| 2    | Ronnie O’Sullivan | Anglia            | 45599  |
| 3    | John Higgins      | Szkocja           | 43724  |
| 4    | Ken Doherty       | Irlandia          | 38339  |
| 5    | Stephen Hendry    | Szkocja           | 36603  |
| 6    | Matthew Stevens   | Walia             | 32884  |
| 7    | Peter Ebdon       | Anglia            | 32662  |
| 8    | Stephen Lee       | Anglia            | 29924  |
| 9    | Paul Hunter       | Anglia            | 25884  |
| 10   | Joe Swail         | Irlandia Północna | 24872  |
| 11   | Jimmy White       | Anglia            | 23584  |
| 12   | Alan McManus      | Szkocja           | 21940  |
| 13   | Mark King         | Anglia            | 21875  |
| 14   | Graeme Dott       | Szkocja           | 21764  |
| 15   | Dave Harold       | Anglia            | 21430  |
| 16   | Fergal O’Brien    | Irlandia          | 21131  |
| 17   | Marco Fu          | Hongkong          | 20800  |
| 18   | Drew Henry        | Szkocja           | 20626  |
| 19   | Anthony Hamilton  | Anglia            | 20621  |
| 20   | Dominic Dale      | Walia             | 19514  |
| 21   | Steve Davis       | Anglia            | 19505  |
| 22   | John Parrott      | Anglia            | 19413  |
| 23   | Nigel Bond        | Anglia            | 18663  |
| 24   | Chris Small       | Szkocja           | 18365  |
| 25   | Quinten Hann      | Australia         | 17765  |
| 26   | Billy Snaddon     | Szkocja           | 17153  |
| 27   | Joe Perry         | Anglia            | 17014  |
| 28   | Michael Judge     | Irlandia          | 16808  |
| 29   | Tony Drago        | Malta             | 16521  |
| 30   | David Gray        | Anglia            | 16206  |
| 31   | Anthony Davies    | Walia             | 15716  |
| 32   | James Wattana     | Tajlandia         | 15634  |